# Бартик, Стефан
Стефан Бартик (пол. Stefan Bartik) — польский актёр театра и кино. Родился 25 декабря 1903 года в Тарнуве. Он не учился в актёрских школах. Много лет профессионально он работал будучи метранпажем в типографии. С 1930-х годов начал выступать в любительских театрах, в 1953 году зачёл актёрский квалификационный экзамен. Он затем работал в театрах в разных польских городах (Жешув, Краков, Лодзь, Тарнув), выступал в телевидении. Умер 3 декабря 1964 года в Тарнуве.

## Избранная фильмография
- 1956 — Эскизы углём / Szkice węglem — Гомула
- 1957 — Месть / Zemsta — Смигальский
- 1957 — Ева хочет спать / Ewa chce spać — комиссар милиции
- 1957 — Шляпа пана Анатоля / Kapelusz pana Anatola — член банды
- 1958 — Галоши счастья / Kalosze szczęścia — забирающий трубу из Бюро находок
- 1958 — Солдат королевы Мадагаскара / Żołnierz królowej Madagaskaru — инспициент
- 1958 — Городок / Miasteczko — трактирщик
- 1958 — Пан Анатоль ищет миллион / Pan Anatol szuka miliona — член банды
- 1959 — Инспекция пана Анатоля / Inspekcja pana Anatola — кондуктор в спальном вагоне
- 1959 — Кафе «Минога» / Cafe Pod Minogą — немецкий охранник у виллы
- 1959 — Место на земле / Miejsce na ziemi — железнодорожный рабочий
- 1960 — Тысяча талеров / Tysiąc talarów — бандит
- 1960 — Счастливчик Антони / Szczęściarz Antoni — курьер в учреждении
- 1960 — Муж своей жены / Mąż swojej żony — Скробишевский, болельщик
- 1960 — Пиковый валет / Walet pikowy — экс-камердинер
- 1962 — Чёрные крылья / Czarne skrzydła — Супернак
- 1963 — Кодовое название «Нектар» / Kryptonim Nektar — швейцар в фабрике фильмов
- 1964 — Счёт совести / Rachunek sumienia — Лесикевич
- 1964 — Агнешка 46 / Agnieszka 46 — инвалид
- 1964 — Рукопись, найденная в Сарагосе / Rękopis znaleziony w Saragossie — трактирщик
- 1964 — Загонщик / Naganiacz — человек из сожжённой лесной сторожки